# أبو دعمة
أبو دعمة قرية سوريّة تتبع إداريّاً لمحافظة حلب منطقة عين العرب ناحية صرين، بلغ تعداد سكانها 1,826 نسمة حسب التعداد السكاني لعام 2004.